# Satellitenterminal (Satellitentechnik)
Ein Satellitenterminal ist ein Terminal für die Kommunikation mit einem Satelliten.
Ein Satellitenterminal besteht aus einer Antenne und einem Empfänger oder Sender.  Satellitenterminals mit kleiner Antenne, wie sie zum Beispiel für den privaten Fernsehempfang eingesetzt werden, heißen auch Ultra Small Aperture Terminal.
Small Satellite Aperture Terminals haben je nach Frequenzband eine Größe von mehreren Metern und werden z. B. von Rundfunkanstalten für feste Übertragungsstrecken eingesetzt.